# Trogen
Trogen je gradić u Švicarskoj s 2000 stanovnika, u kantonu Appenzell Ausserrhoden. On je sjedište suda i policije kantona Appenzell Ausserrhoden, dok je glavni grad Herisau. 

## Zemljopis
Trogen leži u kotlini ispod planine Gäbris, udaljen svega 10 km od puno većeg St. Gallena, tako da je zapravo predgrađe tog grada.

## Povijest
Trogen se prvi put spominje u dokumentima 1168. pod imenom Trugin a to je ukazivalo na brojne izvore (lokalno zvane trögen).

## Vanjske poveznice
- Službene stranice grada  Arhivirana inačica izvorne stranice od 23. ožujka 2013. (Wayback Machine) (njem.)